# Claudio Ingerflom
Claudio Sergio Ingerflom, est un historien franco-argentin spécialiste de l'histoire de la Russie.

## Biographie
Claudio Ingerflom est directeur de recherche au CNRS (à la retraite: Actuellement, il est Secrétaire de recherches à l'Escuela de Humanidades de l'université nationale de San Martín (UNSAM) et dirige la licence en Histoire, du Master en Histoire Conceptuelle). Il est Directeur du Centro de Estudios sobre los Mundos Eslavos y Chinos et du Centro de Investigaciones en Historia Conceptual à l'UNSAM. Entre 2002 et 2010, il fut Honorary Professor à la School of Slavonic and East European Studies, University College London. Il dirige la revue on line Conceptos Históricos (publié en espagnol, français, anglais et italien), et il est membre du comité de rédaction de la Revue des études slaves et du Consejo Asesor Externo de la revue Prohistoria, Rosario, Argentine.

## Publications
- Le Citoyen impossible. Les racines russes du léninisme, Payot, coll. « Bibliothèque historique », Paris, 1988, 346 p.
- Le Tsar c’est moi. L'Imposture permanente d'Ivan le Terrible à Vladimir Poutine, PUF, Paris, 2015, 520 p.
- El Zar soy Yo. La impostura permanente de Iván el Terrible a Vladimir Putin, Escolar, Madrid, 2017, 505 p.
- El Revolucionario profesional. La construcción política del pueblo, ProHistoria, Rosario, 2017.
- en codirection avec Alain Boureau, La Royauté sacrée dans le monde chrétien, Éditions de l'EHESS, coll. « L'Histoire et ses représentations », 1992, 165 p.
- “Communistes contre castrats (1929-1930)”, Préface à Nikolaï Volkov, ''La Secte russe des castrats, Belles Lettres, coll. « Histoire », 1995, 168 p.
- avec Ilia Altman, “Le Kremlin et l'Holocauste, Postface”, pp. 217 - 281, dans  Général Vasili Petrenko, Avant et après Auschwitz, Flammarion, 2002, 285 p
- avec Ilia Altman, Rêm, l'enfant du ghetto (Brest-Litovsk 1941-Moscou 1996), Stock, coll. « Essais Documents », 1996, 320 p.
- en codirection avec Michel Dreyfus, Bruno Groppo, Roland Lew, Claude Pennetier, Bernard Pudal et Serge Wolikow, Le Siècle des communismes, Éditions de l'Atelier, 2000, rééd. Éditions du Seuil, coll. « Points », 2004, 790 p.
- en codirection Loyalties, Solidarities and Identities in Russian Society, History and Culture, School of Slavonic and East European Studies, University College London, London 2013, 228 p.